# Надгробни споменик Др Бабијана Малагурског
Надгробни споменик Др Бабијана Малагурског на Бајском гробљу у Суботици, представља непокретно културно добро као споменик културе.
Надгробни споменик је изведен од црног мермера (радионица PALATINUS), по пројекту суботичког архитекте Болте Дулића (1905-1982). Израђен је у виду издуженог правоугаоног блока висине 2,5m строгих пречишћених линија са наглашеном вертикалом у виду два плитка оштро профилисана пиластра који се протежу од постамента до врха, који је прекривен правоугаоном плочом, од истог материјала. Строго пречишћена форма волумена изведена у духу постмодерне, доминирајућег стилског израза тридесетих година овога века, асоцира на вратнице са пиластрима и у горњим партијама је уклесан у плитком рељефу строго геометризовани крст.